# Bohušové z Otěšic
Bohušové z Otěšic byl český šlechtický rod.
Náleželi mezi barony neboli k rytířskému stavu. Původně byli staročeským vladyckým rodem. Své jméno mají podle vesnice Otěšice nedaleko Merklína v západních Čechách. Na jejich štítě byla dvourohá vidlice bez násady v červeném poli. Byl to stejný erb, jako měli jejich vymřelí strýcové vladykové z Otína a Kydlin u Klatov.
První zpráva o tomto rodu sahá do roku 1328, kdy se Ota z Otěšic připomíná jako svědek. Markvart řečený Skoba ze Skočic, dědic Artleba z Kunštátu, který se připomínal roku 1362, také pravděpodobně náležel k tomuto rodu.
Na konci XIV. a na začátku XV. století se připomínají čtyři bratři: Stanislav Kotůnský z Otěšic, jenž roku 1417 obdaroval Kotůnský kostel na Prácheňsku a založil zvláštní větev rodu, ze které ještě žil roku 1507 Bohuš Kotůnský z Otěšic; pak Jan a Václav z Osvračína, také řečený z Otěšic, kteří v Osvračíně v letech 1374–1414 patronovali; a Bohuše ze Skočic nebo z Otěšic nebo také ze Sedliště roku 1405, který se jako první dostal do Tachovského kraje, kde si jeho potomci oblíbili jméno Bohuš. Téměř 200 let sídlili jako Tachovští manové na Částkově a také byli purkrabími na tachovském hradě. Na Částkově následovali čtyři členové tohoto rodu a vyšel z držení tohoto rodu až roku 1591, kdy Jan Vilém Kfelíř ze Zakšova obdařil Částkovské obyvatelstvo svobodou. Půta z Utěšic neboli z Otěšic byl roku 1450 ve službách pánů z Hradce a roku 1478 byl hejtmanem ma hradě Hluboké. Jindřich z Utěšic neboli z Otěšic se dostal se svou manželkou Alžbětou ze Zelibořic roku 1502 na Zelibořice na Prácheňsku. Jeho synem byl Jan Markvartický z Utěšic připomínaný roku 1541.
Roku 1603 koupil Bohuslav Bohuš z Otěšic statek Přehořov na Plzeňsku, ale jeho syn Jan Vilém ho zase roku 1628 prodal.
Na konci XVII. století žili Bohušové nedaleko města Všeruby poblíž Plzně, kde se často připomínají ve farních kronikách Václav Samuel a Jan Václav a snad od jednoho z nich pochází pět bratrů připomenutých roku 1736: Adam, rytmistr, se synem Františkem; Václav s dvěma syny, Janem Josefem a Václavem Bohušem; Bohuslav na Jezné s třemi syny, Janem Václavem, Josefem Bohušem a Antonínem Bohušem; Antonín, rytmistr a Jan Jindřich, spřizněnými s barony Merklínskými z Merklína. Dědili po nich když Merklínští vymřeli po přeslici. Po Anně Terezii Merklínské dědil Jan Václav Bohuš z Otěšic roku 1748 a Marie Barbora Bohušová z Otěšic na Nedražicích, která dostala závěť roku 1763, rodem byla Merklínská.

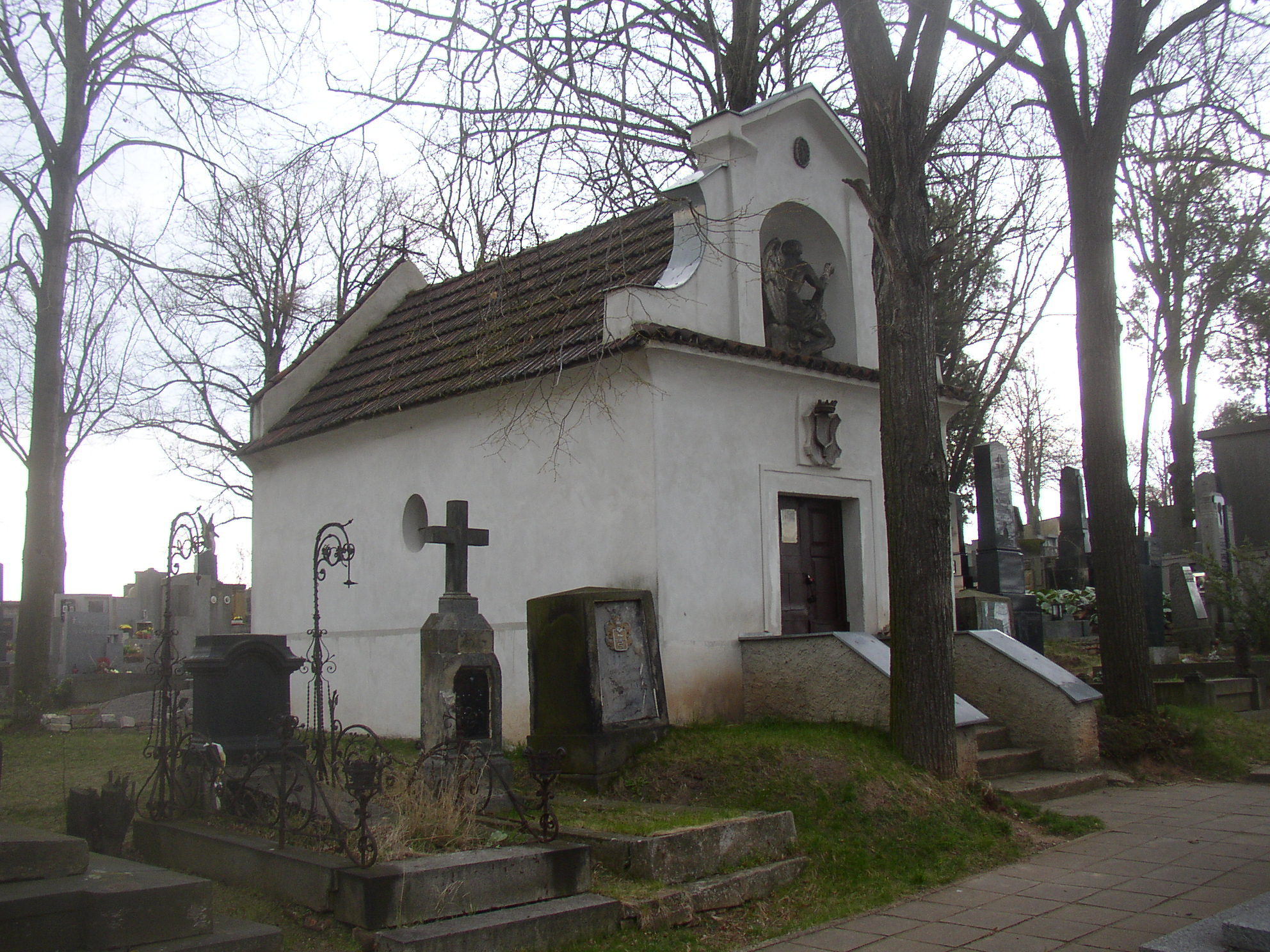
Hrobka Bohušů z Otěšic na hřbitově v Kolči

Roku 1786 se připomínají tři bratři: Jan Václav, Maxmilián a Antonín. Antonín Bohuš z Otěšic měl za manželku Barboru Ubelliovou ze Siegburku a na Kolči. Ta odkázala Koleč roku 1818, po své smrti svým synům Václavovi a Antonínovi. Od Antonína pocházel Václav Bohuš z Otěšic, jenž roku 1864 prodal Koleč císařovi Ferdinandovi V. a stal se generálním ředitelem České spořitelny v Praze. Byl také purkrabím hradeckého kraje, císařským a královským dvorním radou a komořím, správcem komendy císařského řádu Františka Josefa s hvězdou a rytířem Leopoldova řádu. Byl po dlouhá léta přísedícím výboru zemského království Českého a zemřel roku 1885 bez mužských potomků.